# تانيا هادن
تانيا هادن (بالإنجليزية: Tanya Haden)‏ هي عازفة تشيلو ومغنية أمريكية، ولدت في 11 أكتوبر 1971 في نيويورك في الولايات المتحدة.

## وصلات خارجية
- تانيا هادن على موقع IMDb (الإنجليزية)
- تانيا هادن على موقع ميوزك برينز (الإنجليزية)
- تانيا هادن على موقع ديسكوغز (الإنجليزية)
- تانيا هادن على موقع قاعدة بيانات الفيلم (الإنجليزية)